# Prerija časti (1965.)
Prerija časti (eng. Shenandoah) je američki vestern film iz 1965. godine s Jamesom Stewartom. Film ima snažnu antiratnu poruku.

## Sažetak radnje
Vrijeme je američkog građanskog rata između Konfederacije i Unije. Farmer Anderson iz Virginije protivi se ropstvu i ne podupire Konfederaciju, a također je i protiv Unije jer se žestoko protivi ratu. No ratni užas ga nisu zaobišli i njegova su sina zarobili. Anderson je otišao tražiti svog sina. Uvjerivši se osobno u sve ratne užase na kraju je prisiljen odabrati stranu.

## Vanjske poveznice
- YouTube Trailer filma